# Hypostomus affinis
Hypostomus affinis es una especie de peces de la familia Loricariidae en el orden de los Siluriformes.

## Morfología
Los machos pueden llegar alcanzar los 39,7 cm de longitud total. Se han realizado algunos estudios de la reproducción de este tipo de especie puntualmente ubicada en Brasil.

## Distribución geográfica
Se encuentran en Sudamérica: cuenca del río Paraíba do Sul.